# Vidče
Vidče (in tedesco Witsche) è un comune della Repubblica Ceca facente parte del distretto di Vsetín, nella regione di Zlín.